# ХК Нови Сад
Хокејашки клуб Нови Сад је бивши српски хокејашки клуб из Новог Сада. Утакмице је као домаћин играо у леденој дворани СПЕНС.

## Историја
Нови Сад је основан 1998. године. Клуб је три пута играо у финалу Хокејашке лиге Србије. Први пут у сезони 1998/99, када је изгубио од Војводине резултатом 2:0 у победама, други пута у сезони 2002/03. када опет губе од Војводине истим резултатом, а трећи пут у сезони 2007/08, када је поражен од Партизана 3:0 у победама.
Поред Хокејашке лиге Србије, клуб се такмичио и две године у Панонској лиги.
Хокејашки клуб Нови Сад је престао да постоји 2009. године.

## Успеси
- Првенство СР Југославије
  - Вицепрвак (2) : 1998/99, 2002/03.
- Првенство Србије
  - Вицепрвак (1) : 2007/08.